# Crassula peploides
Crassula peploides är en fetbladsväxtart som beskrevs av William Henry Harvey. Crassula peploides ingår i släktet krassulor, och familjen fetbladsväxter. Inga underarter finns listade i Catalogue of Life.